# LSD (groupe)
Pour les articles homonymes, voir LSD (homonymie).
LSD est un supergroupe anglo-australo-américain formé en 2018. 
Il est composé du chanteur britannique Labrinth, de la chanteuse australienne Sia et du musicien américain Diplo.
Le mélange de 3 personnalités artistiquement très différentes aboutit à des chansons et vidéos psychédéliques, colorées et dynamiques[Interprétation personnelle ?].
Le nom du groupe correspond aux initiales des trois membres du groupe (Labrinth, Sia, Diplo) et fait également référence au composé chimique du même nom, rappelant la musique et les clips psychédéliques du groupe.

## Carrière
En mars 2018, le musicien et producteur Diplo commence à dévoiler un nouveau projet sur les réseaux sociaux. Il s'agit d'une photo montrant une cassette audio avec écrit dessus LSD et mentionnant Sia et Labrinth en légende, sans pour autant donner de précision. Un album serait d'ailleurs en préparation pour sortir aux alentours de la rentrée de septembre 2018, d'après un communiqué officiel de Columbia Records.
Le 30 avril 2018, Diplo annonce l'arrivée d'un nouveau single.
Le 3 mai 2018, le groupe dévoile leur premier single intitulé Genius, qui sera par la suite accompagné d'un clip vidéo entièrement réalisé en images et dessins animés mis en ligne sur YouTube, et avoisinera les 50 millions de vues en quelques semaines. La chanson sera par la suite dans la bande originale de FIFA 19
Le 10 mai 2018, le groupe dévoile leur deuxième single intitulé Audio. Le clip vidéo du morceau sera mis en ligne sur Vevo et YouTube dans les semaines qui suivirent, montrant Diplo et Labrinth à travers Los Angeles, Sia n'apparaissant que par l'intermédiaire d'un ballon à l'effigie de son avatar animé.
Le troisième single du groupe, Thunderclouds, sort le 9 août 2018. Il s'agit de la bande audio choisie par Samsung pour son spot publicitaire annonçant le Galaxy Note 9 également dévoilé le 9 août 2018,. Un clip vidéo est mis en ligne le 30 août, avec en guest-star Maddie Ziegler qui reprend, pour l'occasion, son rôle d'avatar de Sia dans le clip.
Le 29 octobre 2018, Sia et Labrinth annoncent sur Twitter l'arrivée d'un nouveau single appelé Mountains,. Le single est mis en ligne le 14 novembre 2018, et son videoclip lyrique est sorti deux jours après sur YouTube et VEVO.
Entre deux, Columbia Records a confirmé la sortie de l'album du groupe (au départ prévu pour la rentrée 2018) le 2 novembre 2018, mais il fut repoussé pour des raisons encore inconnues. Le 11 mars, les membres du groupe ont annoncé sur leurs comptes respectifs que l'album sortirait le 4 avril 2019.

## Membres
- Labrinth : chant
- Sia : chant
- Diplo : chœur, musique

## Discographie

### Albums
| Titre                                | Détails                                                                            | Meilleures positions | Meilleures positions | Meilleures positions | Meilleures positions | Meilleures positions | Meilleures positions | Meilleures positions | Meilleures positions |
| Titre                                | Détails                                                                            | ALL                  | BEL (FL)             | BEL (WAL)            | IRE                  | ITA                  | P-B                  | R-U                  | SUE                  |
| ------------------------------------ | ---------------------------------------------------------------------------------- | -------------------- | -------------------- | -------------------- | -------------------- | -------------------- | -------------------- | -------------------- | -------------------- |
| Labrinth, Sia & Diplo Present... LSD | - Sortie : 12 avril 2019 - Label : Columbia Records - Formats : CD, téléchargement | 49                   | 72                   | 66                   | 45                   | 56                   | 16                   | 44                   | 17                   |

### Singles
| Année                                                                                      | Titre           | Meilleures positions | Meilleures positions | Meilleures positions | Meilleures positions | Meilleures positions | Meilleures positions | Meilleures positions | Meilleures positions | Meilleures positions | Meilleures positions | Meilleures positions | Meilleures positions | Meilleures positions | Album                               |
| Année                                                                                      | Titre           | ALL                  | AUS                  | AUT                  | BEL (WAL)            | CAN                  | É-U                  | FRA                  | ITA                  | N-Z                  | P-B                  | R-U                  | SUE                  | SUI                  | Album                               |
| ------------------------------------------------------------------------------------------ | --------------- | -------------------- | -------------------- | -------------------- | -------------------- | -------------------- | -------------------- | -------------------- | -------------------- | -------------------- | -------------------- | -------------------- | -------------------- | -------------------- | ----------------------------------- |
| 2018                                                                                       | Genius          | 79                   | —                    | 66                   | —                    | 75                   | —                    | 36                   | —                    | —                    | —                    | 72                   | 81                   | 84                   | Labrinth,Sia & Diplo Present... LSD |
| 2018                                                                                       | Audio           | —                    | 91                   | —                    | —                    | —                    | —                    | 36                   | —                    | —                    | 71                   | —                    | 69                   | 75                   | Labrinth,Sia & Diplo Present... LSD |
| 2018                                                                                       | Thunderclouds   | 56                   | 69                   | 35                   | 37                   | 62                   | 67                   | 3                    | 23                   | 38                   | —                    | 17                   | 80                   | 38                   | Labrinth,Sia & Diplo Present... LSD |
| 2018                                                                                       | Mountains       | —                    | —                    | —                    | —                    | —                    | —                    | 198                  | —                    | —                    | —                    | —                    | —                    | —                    | Labrinth,Sia & Diplo Present... LSD |
| 2019                                                                                       | No New Friends  | —                    | —                    | —                    | —                    | —                    | —                    | —                    | —                    | —                    | —                    | —                    | —                    | —                    | Labrinth,Sia & Diplo Present... LSD |
| 2019                                                                                       | Heaven Can Wait | —                    | —                    | —                    | —                    | —                    | —                    | —                    | —                    | —                    | —                    | —                    | —                    | —                    | Labrinth,Sia & Diplo Present... LSD |
| « — » signifie que le single n'est pas classé dans le pays ou n'est pas sorti dans le pays |                 |                      |                      |                      |                      |                      |                      |                      |                      |                      |                      |                      |                      |                      |                                     |